# 知多木綿

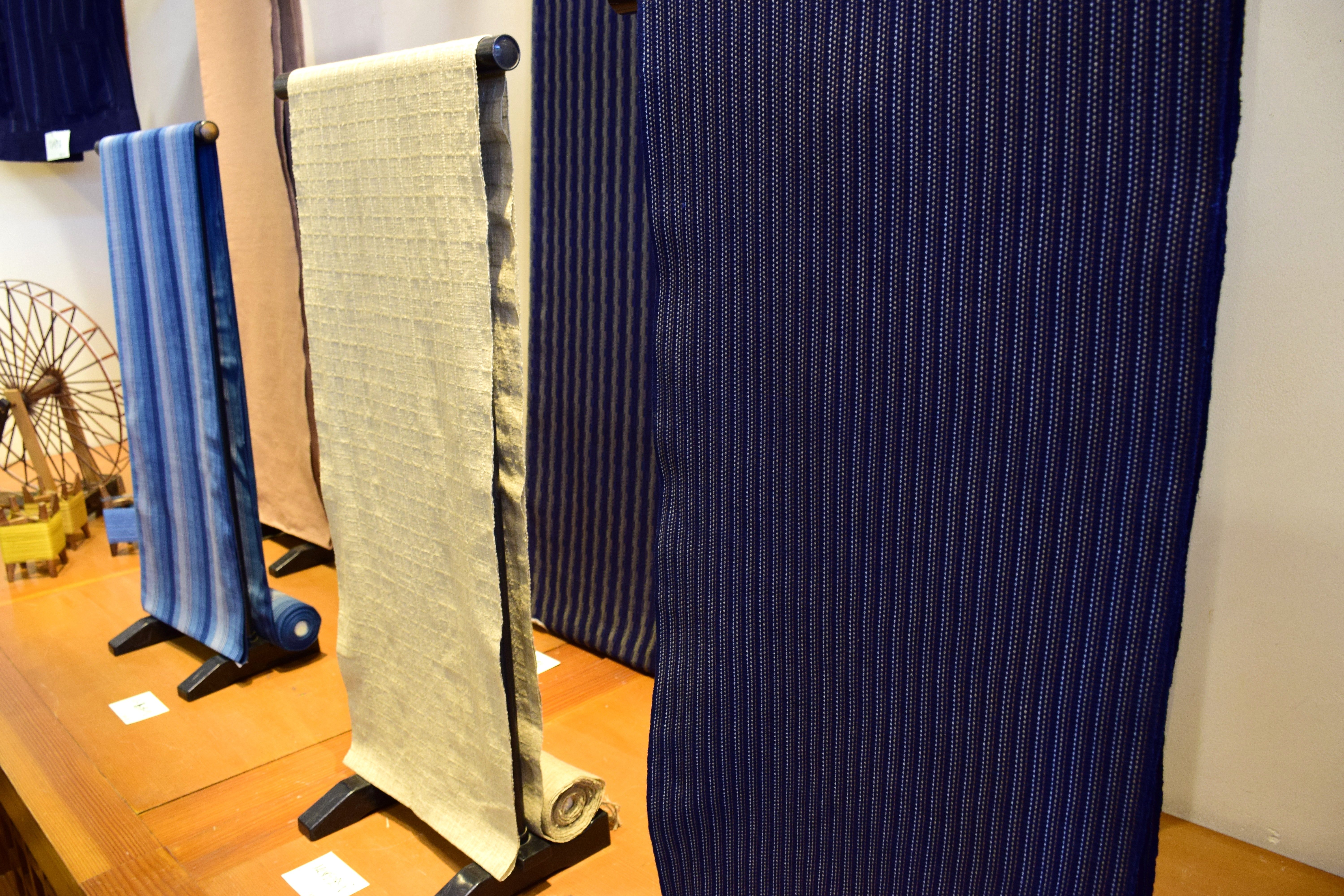
知多木綿

知多木綿（ちたもめん）は、愛知県の知多半島で生産される綿織物（晒木綿）。手拭地や絞り地などに用いられる。知多晒・知多さらし（ちたさらし）とも呼ばれる。
「あいちの伝統的工芸品及び郷土伝統工芸品」に指定されている。また、1979年12月7日に「知多木綿の紡織習俗」が国の記録作成等の措置を講ずべき無形の民俗文化財に選択されているほか、「知多木綿生産用具及び木綿問屋関係資料」が県の有形民俗文化財に指定されている。

## 歴史

### 日本における綿栽培の歴史
平安時代初期の延暦18年（799年）には、天竺人（インド人）が三河国幡豆郡に漂着して、綿の種子とその栽培方法を伝えた。これが日本における綿業の起こりであるとされる。応永年間（1349年-1427年）には朝鮮や明から大量の綿布が輸入され、木綿織りの技術などももたらされた。初めて知多半島に綿の種子を植えた人物は、三河武士の平野萬右衛門であり、知多郡大野村の綿屋六兵衛の祖である。天正3年（1575）に三河国長篠城で行われた長篠の戦いでは鉄砲が大量に使用されたが、鉄砲の火縄には木綿が使われたこともあり、16世紀後半には木綿の需要が増大した。

### 知多木綿の歴史

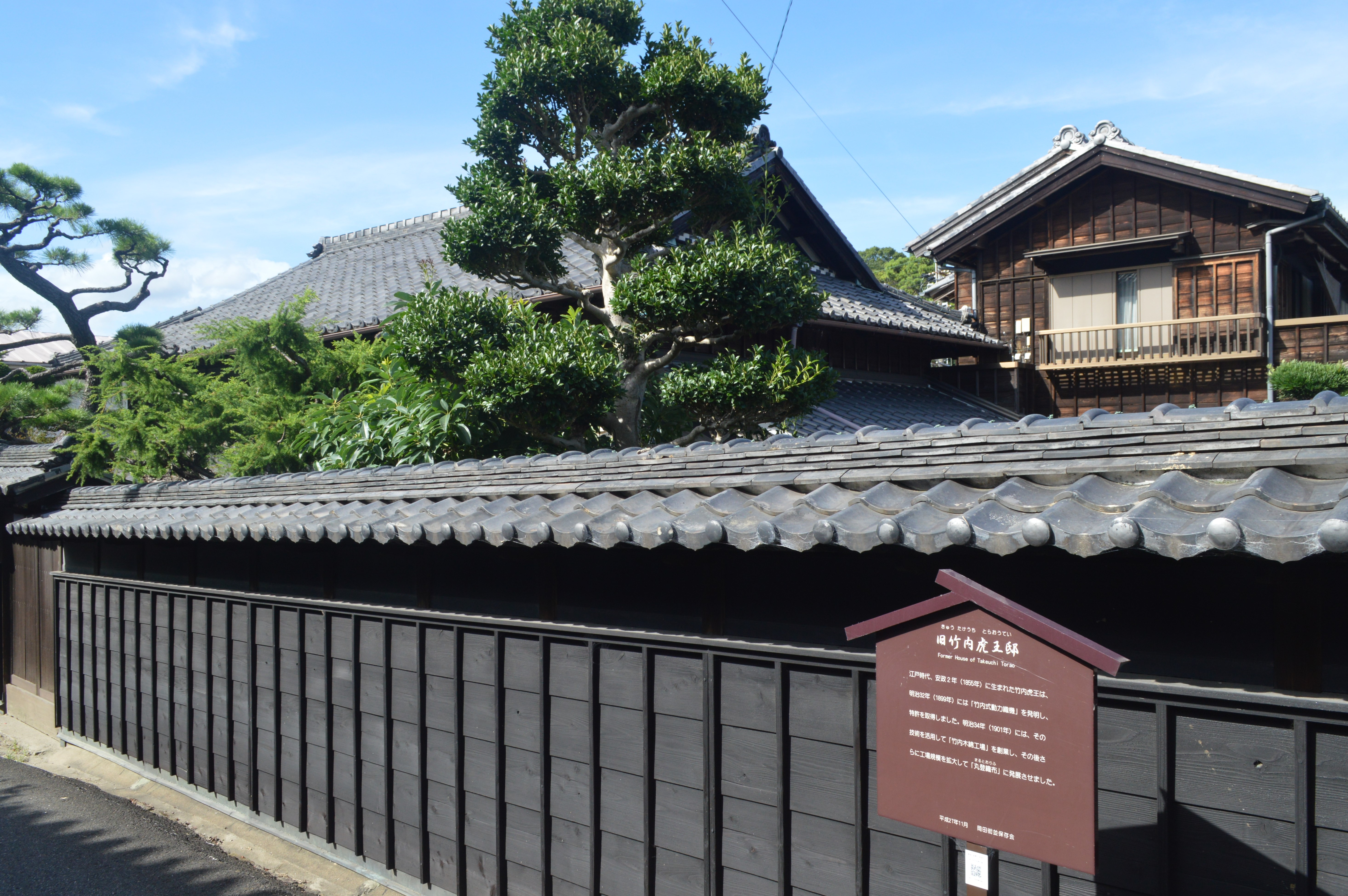
旧竹内虎王邸

知多半島における木綿生産が初めて記録されたのは、江戸時代初期の慶長年間（1596年-1615年）であり、この頃に駅伝制による江戸送りが開始されたとされる。知多半島では佐布里村が中心的な木綿産地だった。知多郡岡田村の木綿買次問屋である竹之内源助商店の創業は慶長13年（1608年）とされる。江戸時代初期には生白木綿（きじろもめん）が生産されていた。元禄年間（1688年-1704年）頃には木綿が一般に普及し、大規模な木綿問屋も生まれていった。
天明年間（1781年-1789年）には、岡田村の中島七右衛門らが生白木綿に晒の技術を導入した。この頃、知多半島産の木綿が江戸に出荷される際には、必ず伊勢国白子を経由しており、伊勢晒または松阪晒として江戸に送られていた。ところが、文化・文政年間（1804年-1829年）には知多晒が伊勢晒とは別個の産地として確立し、知多晒の江戸市場での流通量は飛躍的に増加した。知多晒はその白さや風合いの良さで評判であり、「機を織れない娘は嫁に行けぬ」とまで言われた。知多木綿の生産量は、天保元年（1831年）には20万反、嘉永年間（1848年-1855年）には45万反もあったとされている。最盛期には知多木綿の70%が岡田村で扱われたとされる。
近代の愛知県は全国的に知られる綿織物産地であり、明治中期には岡田村の竹内虎王が動力織機を発明したが、竹内虎王の動力織機は豊田佐吉による自動織機に敗れている。1889年（明治22年）には知多郡の生産高が中島郡を抜いて県内第1位となり、やがて全国一の綿織物となっていった。昭和初期には知多（愛知県）、松阪（三重県）、泉州（大阪府）が「日本の三大綿織物生産地」と呼ばれた。太平洋戦争後にはアジア諸国に綿織物生産の場が移り、知多木綿は衰退していった。

## 展示体験施設

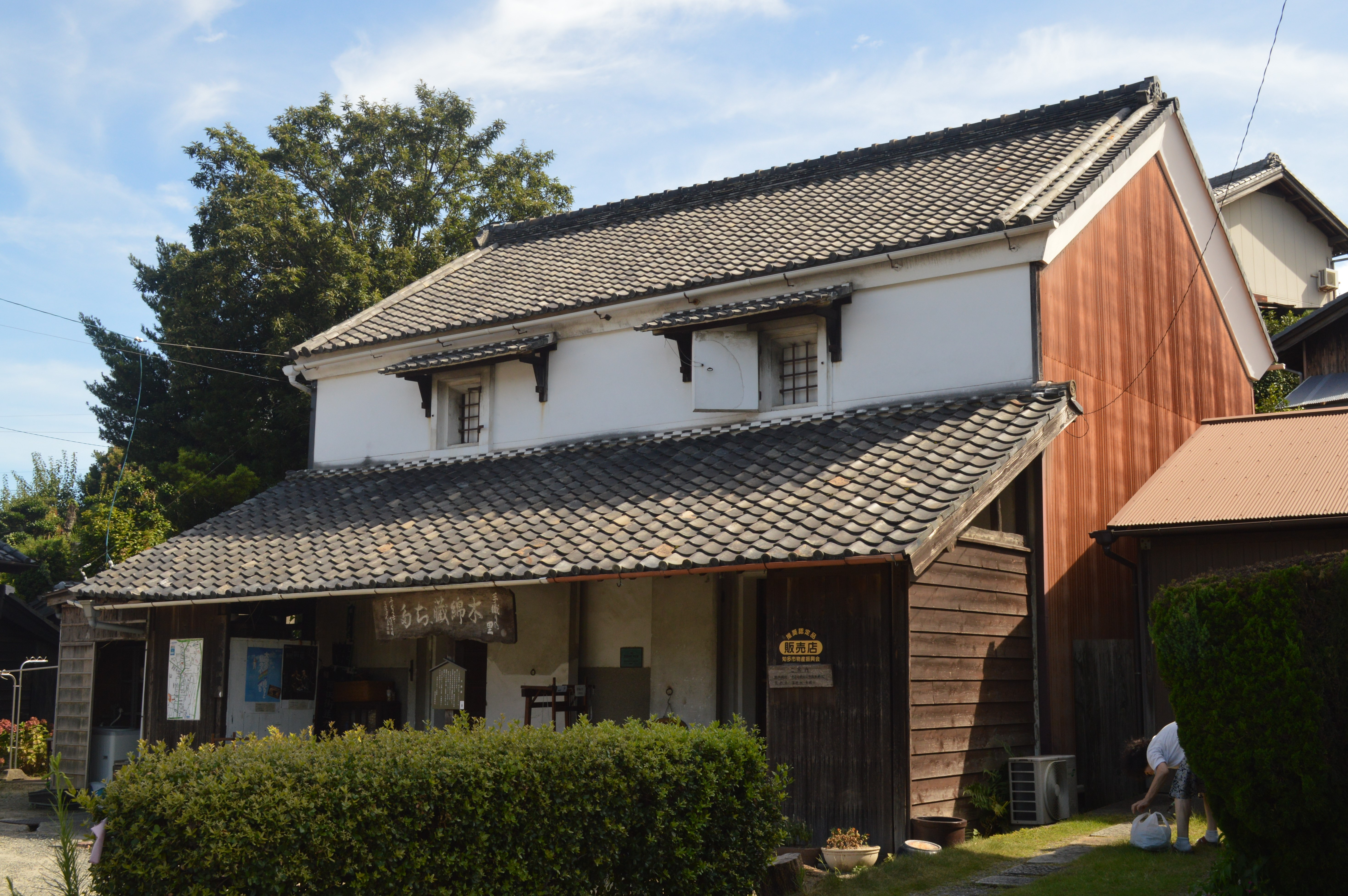
手織りの里 木綿蔵ちた

愛知県知多市岡田町には知多木綿の展示体験施設として、1995年（平成7年）7月7日に開館した手織りの里 木綿蔵ちたがあり、知多木綿の手織り体験が可能である。2014年（平成26年）4月25日には「木綿蔵ちた（旧竹内虎王商店木綿蔵）」として登録有形文化財に登録された。